# Loilem District
Loilem District är ett distrikt i Myanmar.   Det ligger i regionen Shanstaten, i den centrala delen av landet, 250 km nordost om huvudstaden Naypyidaw.